# Ергиль
Ергиль — река в России, протекает в Вилегодском районе Архангельской области. Является левым притоком реки Виледь (бассейн Северной Двины).

## География
Устье реки находится в 136 км по левому берегу реки Виледь, в 1.5 км к западу от д. Селяна Вилегодского района Архангельской области. Длина реки составляет 13 км. Основное направление течение — север. Река течёт по лесной, ненаселённой местности, начинается на водоразделе рек Виледь и её притока Нарчуга.

## Данные водного реестра
По данным государственного водного реестра России относится к Двинско-Печорскому бассейновому округу, водохозяйственный участок реки — Вычегда от города Сыктывкар и до устья, речной подбассейн реки — Вычегда. Речной бассейн реки — Северная Двина.
Код объекта в государственном водном реестре — 03020200212103000024709.